# 通沙耶沃
通沙耶沃（羅馬化：Tonshayevo）是俄罗斯下诺夫哥罗德州的市级镇、通沙耶沃区行政中心，地处下诺夫哥罗德州东北部，位于伏尔加河流域维亚特卡河支流皮日马河畔，在州府下诺夫哥罗德东北方。最近的铁路车站是位于西北侧沙伊吉诺镇的通沙耶沃站。
该地2021年人口有4,533人；2010年人口4,570；2002年人口4,432；1989年人口4,394。